# Pteraspidomorfs
Els pteraspidomorfs (Pteraspidomorphi) formen una subclasse extinta d'àgnat. Els fòssils mostren una protecció extensiva del cap. Algunes espècies podrien haver viscut en aigua dolça.